# 弓あきら
弓 あきら（ゆみ あきら、1958年2月21日 - ）は、日本のファッションモデル。本名、秋野 昇（あきの あきら）。旧名、小泉 あきら（こいずみ あきら）。マドモアゼル所属。
静岡県出身。静岡県立静岡東高等学校、日本大学芸術学部卒業。

## 来歴
日本大学芸術学部ピアノ科在学中の1979年、ミス日本に出場してファイナリストになったことがきっかけで芸能界入り。しかし、所属していたプロダクションが3か月で倒産してしまう。
夏休みの前に、以前のマネージャーから連絡をもらい、東映の吉川進と竹本弘一の面接を受け『電子戦隊デンジマン』の桃井あきら（デンジピンク）役に決定する。「小泉 あきら」の芸名は、前述の吉川と竹本から命名された。現場では竹本にはほとんど怒られた記憶はないそうで、いつも褒められてばかりであったと語っている。また『デンジマン』で一番怖かった監督は小林義明であったとも後年洩らしている。
『電子戦隊デンジマン』が唯一の女優として出演した作品であり、当時は劇団NLTに所属していた。その後は、モデルとして各社のCMやファッション雑誌などで活動している。

## 人物
特技は、ピアノ。小学生のころの将来の夢はピアノの先生。弟がいる。趣味は英会話、ジャズ鑑賞。

## 出演

### テレビドラマ
- 電子戦隊デンジマン（1980年 - 1981年、テレビ朝日） - 桃井あきら / デンジピンク 役

### 映画
- 電子戦隊デンジマン 劇場版（1980年、東映） - 桃井あきら / デンジピンク 役

### CM
- 大塚製薬 「ホットポー」
- 大和証券
- キリンビール 「日本のビールの先駆け」を飲もう!キャンペーン『ビールとの出会い』篇（2007年 - ）